# Thomas Levin
Thomas Levin (* 19. September 1978 in Kopenhagen) ist ein dänischer Schauspieler und Dramatiker.

## Leben
Thomas Levin wurde 1978 als Sohn von Harry Levin und der Schulleiterin Marianne Levin in Kopenhagen geboren. Er absolvierte seine Ausbildung in seiner Heimatstadt sowie in New York bei David Gideon, dem William Esper Studio und an der Martha Graham School. Seit Ende der 1990er Jahre trat er am Theater auf. 2003 wurde er mit dem Reumert-Talentpreis ausgezeichnet. 2007 erhielt er für seine Schauspielleistungen in den drei Stücken Åsted, Håndbog i overlevelse und Hjem, kære hjem eine Nominierung für den Reumert als Bester Hauptdarsteller.
Gemeinsam mit Per Scheel-Krüger war Levin von 2005 bis 2015 künstlerischer Leiter des Teater Grob in Kopenhagen. Seit dem Jahr 2006 verfasste Levin auch eigene Theaterstücke. Für sein Stück Peter og elgen gewann er 2012 den Reumert als Bester Dramatiker. 
Neben seiner Theaterarbeit war Levin auch in zahlreichen Film- und Fernsehproduktionen zu sehen. Einem größeren Publikum wurde er ab dem Jahr 2010 durch seine Rolle als Journalist Ulrik Mørch in der Politserie Borgen – Gefährliche Seilschaften bekannt. Von 2020 bis 2024 verkörperte Levin in der Fernsehserie Alex Rider den Profikiller Yassen Gregorovitch.
Thomas Levin ist seit dem Jahr 2007 mit der Schauspielerin Laura Christensen verheiratet. Das Paar hat einen Sohn (* 2010) und eine Tochter (* 2017).

## Filmografie (Auswahl)
Schauspieler
- 1999: Under overfladen
- 1999: Taxa (Fernsehserie, 1 Episode)
- 2000, 2001: Unit One – Die Spezialisten (Rejseholdet, Fernsehserie, 2 Episoden)
- 2002: Hotellet (Fernsehserie, 1 Episode)
- 2002: Perforama (Fernsehserie, 1 Episode)
- 2003: Til højre ved den gule hund
- 2003: Regel nr. 1
- 2004: Familien Gregersen
- 2004–2005: Krøniken (Fernsehserie, 2 Episoden)
- 2006: Absalons hemmelighed (Fernsehserie, 6 Episoden)
- 2007: Anja og Viktor – brændende kærlighed
- 2008: Deroute (Fernsehserie, 1 Episode)
- 2008: Sommer (Fernsehserie, 9 Episoden)
- 2009–2010: Lulu & Leon (Fernsehserie, 5 Episoden)
- 2010: Den 2. side (Fernsehserie, 1 Episode)
- 2010: Kleine Morde unter Nachbarn (Lærkevej, Fernsehserie, 2 Episoden)
- 2010–2013: Borgen – Gefährliche Seilschaften (Borgen, Fernsehserie, 30 Episoden)
- 2011: Lykke (Fernsehserie, 1 Episode)
- 2011: Nordlicht – Mörder ohne Reue (Den som dræber, Fernsehserie, 2 Episoden)
- 2011: Der Kommissar und das Meer (Fernsehserie, 1 Episode)
- 2013: Fünf in der Wildnis (Min søsters børn i Afrika)
- 2015: The Team (Fernsehserie, 4 Episoden)
- 2015–2017: Norskov (Fernsehserie, 16 Episoden)
- 2017: Nipskanalen (Fernsehserie, 1 Episode)
- 2018: Oda Omvendt (Fernsehserie, 1 Episode)
- 2018: Sthlm Rekviem (Fernsehserie, 6 Episoden)
- 2019: Badehotellet (Fernsehserie, 4 Episoden)
- 2020: Strike Back (Fernsehserie, 2 Episoden)
- 2020: Grow (Fernsehserie, 1 Episode)
- 2020–2024: Alex Rider (Fernsehserie, 21 Episoden)
- 2021: Smother (Fernsehserie, 6 Episoden)

Drehbuchautor
- 2013: Rita (Fernsehserie, 1 Episode)
- 2017: Walter & Alma (Kurzfilm)
- 2021: Carl and the Janitor (Kurzfilm)